# مشور الدار البيضاء
مشور الدار البيضاء هي بلدية ضمن عمالة الدار البيضاء غرب المغرب.
```
تضم هذه البلدية قصرا ملكيا، وتأوي 3.365 نسمة (حسب الإحصاء الرسمي 2004).
[
6
]
```